# Lupus et Gruis
Lupus et Gruis (lateinisch für Wolf und Kranich) ist die Fabel 1, 8 aus Phaedrus’ Werk Fabulae in fünf Büchern. Gaius Iulius Phaedrus war ein römischer Fabeldichter während der Regierungszeit vier verschiedener Kaiser. Phaedrus übernahm größtenteils die Fabeln des Äsop. Er war der erste große römische Dichter, der allgemeingültige Wahrheiten anhand von Tierfabeln darstellte, die zum Nachdenken anregen sollten. Die Fabeln sind in einfacher und klarer Sprache, in jambischen Senaren (sechsfüßige Verse) geschrieben.
Im Mittelalter und in der Neuzeit wurden seine Fabeln oft gelesen und beeinflussten moderne Dichtungen.

## Die Fabel
Für das – nicht authentische – metrische Lesen mit Druckakzent sind die betonten Silben markiert.
Qui prétium mériti ab ímprobís desíderát,

bis péccat: prímum quóniam indígnos ádiuvát,

impúne abíre deínde quía iam nón potést.

Os dévorátum faúce cum haérerét lupí,

magnó dolóre víctus coépit síngulós

illícere prétio, ut íllud éxtraherént malúm.

Tandém persuása est iúre iúrandó gruís,

gulaéque crédens cólli lóngitúdiném

perículósam fécit médicinám lupó.

Pro quó cum páctum flágitáret praémiúm,

„Ingráta es“, ínquit, „óre quaé nostró capút

incólume abstúleris ét mercédem póstulés.“

Wer sich eine Belohnung für ein Verdienst von unwürdigen Leuten erhofft,

Der irrt sich zweimal: Zuerst, weil er Unwürdigen hilft,

Und dann, weil er nicht mehr straflos weggehen kann.

Als ein verschlungener Knochen im Rachen des Wolfs steckenblieb,

Begann er, überwältigt von großem Schmerz, Einzelne mit einer Belohnung anzulocken,

Damit sie jenes Übel herauszögen.

Endlich ist ein Kranich durch den Eid überzeugt worden,

Und indem er die Länge des Halses dem Schlund anvertraute,

Nahm er die gefährliche Heilung beim Wolf vor.

Als er dafür die vereinbarte Belohnung einforderte,

Sagte jener: „Du bist undankbar, du, der den Kopf aus meinem Mund

unversehrt herausgezogen hast und trotzdem noch Lohn forderst.“

### Interpretation
Die Moral der Fabel wird schon am Anfang preisgegeben: Wer sich eine Belohnung für ein Verdienst von unwürdigen Leuten erhofft, der irrt sich zweimal: zuerst, weil er Unwürdigen hilft, und dann, weil er nicht mehr straflos weggehen kann. Vereinfachung: Der Kranich hat zwei Fehler begangen. Erstens hat er dem unwürdigen Wolf geholfen und zweitens hat er durch die Hilfe selbst Schaden davongetragen. Außerdem fällt ein weiterer Fehler auf: Der Wolf bittet ihn um Hilfe und der Kranich will ihm nur helfen, wenn er im Gegenzug etwas dafür erhält. Somit geht es ihm nicht ums Helfen selbst, sondern ums Profitieren. Denn wer wirklich helfen will, verlangt dafür keine Belohnung.
Somit hat der Kranich nicht nur einem Unwürdigen geholfen und selbst Schaden daraus gezogen, er hat zudem selbst Profit daraus erzielen wollen. Daher geschieht ihm die Situation am Ende der Fabel recht. Zwar verbessert das Verhalten des Kranichs nicht jenes des Wolfes, aber der Kranich sollte nicht als das Opfer der Fabel wahrgenommen werden. Sein Vorhaben war genauso unaufrichtig wie das des Wolfes.
Tiere und Menschen tendieren dazu, ihren Trieben zu folgen, vor allem Tiere können eigentlich fast nicht anders. Kann man den Wolf also deswegen verurteilen? Der Wolf braucht Fleisch, um zu überleben. Es ist ein natürlicher und lebenserhaltender Drang, Nahrung zu suchen und zu verzehren. Daher macht der Wolf nichts anderes, als Tier beziehungsweise Wolf zu sein, und sollte somit nicht unwürdig genannt werden.
Andererseits brauchte vielleicht der Kranich diese Belohnung, um sich sein Leben zu sichern. Der Wolf scheiterte nämlich am Versuch, ein anderes Tier zu überreden. Im Reich der Tiere ist er als der Tyrann bekannt und dadurch wäre die Hilfeleistung lebensgefährlich. Also sollte die Belohnung eine Art Versicherung darstellen.
Ein anderer Punkt ist, dass der Kranich, da er wusste, dass der Wolf ein Unwürdiger war, von dem Wolfe genau aus diesem Grund eine Belohnung verlangte. Denn verdienen Unwürdige richtige Hilfe? Möglicherweise hat er deswegen profitieren wollen. Das würde dann unserem ersten Punkt widersprechen.
Abschließend kann man sagen, dass der Wolf sich durch seine Handlung noch unbeliebter gemacht hat, sein Wesen, die Einschätzung der anderen Tiere, bestätigt hat und dass zwei Hauptargumente vorhanden sind.

#### Beispielsituation
- Hilft Hans dem Peter beim Stehlen, weil der Peter ihm eine Belohnung von 100.- versprochen hat, und werden sie anschließend verhaftet, so macht Hans erstens den Fehler, Peter überhaupt zu helfen und zieht zweitens auch noch Schaden davon.

### Sprachlicher Aufbau
- oft, aber nicht zwingend eine moralische Sentenz (erste drei Zeilen)
- Ausgangssituation (res) → Wolf hat Knochen im Rachen stecken, Schmerzen
- Handlung (actio) → sucht Hilfe, verspricht Belohnung
- oft mit einer Gegenhandlung (reactio) (ggf. auch in Gesprächsform) → Kranich hilft
- Ausgang bzw. Ergebnis (eventus) → „Belohnung“ des Kranichs

→ es gelten die Gesetze der antiken Regelpoetik

## Charakterisierung der Tiere
| Wolf    | - listig - böse - stark/räuberisch - gierig - rücksichtslos - gefräßig |
| Kranich | - leichtgläubig - naiv                                                 |

Der Wolf ist klar der Gewinner, dadurch dass er sich als Tyrann gibt. Er ist rücksichtslos und empfindet kein Mitleid oder echte Dankbarkeit gegenüber dem Kranich.
Der Kranich ist eine schwache Persönlichkeit, fällt auf die List des Wolfes herein und versucht einen Deal, der ganz offensichtlich sein Machtgebiet übersteigt. Er spielt sprichwörtlich mit dem Feuer.

## Hintergrund der Tiermetapher
Dass in dieser Fabel Tiermetaphern verwendet werden, um hintergründige Botschaften zu übermitteln, hat seine Gründe. Seit jeher werden Tiere benutzt, um den moralischen Satz zu verdeutlichen. Einerseits, weil die Moral oft eine Kritik enthalten, die der Autor nicht ganz offensichtlich preisgeben möchte. Somit ist die Benutzung der Tiere eine Art Schutzmaßnahme.

Andererseits, weil sich die Menschen untereinander stark differenzieren. Der Autor könnte keine bestimmten Menschen nennen, denn was auf die einen zutrifft, muss nicht zwingend auf die anderen zutreffen. Bei den Tieren allerdings kann jedem Tier eine bestimmte Charaktereigenschaft zugeordnet werden, die dann allgemeingültig gemacht wird.